# Bosque de Nyungwe
El Bosque de Nyungwe (en francés: Forêt de Nyungwe) se sitúa en el suroeste de Ruanda, en la frontera con Burundi, al sur, y el lago Kivu y la República Democrática del Congo al oeste. 

## África central
El Bosque Nyungwe es probablemente el mejor conservado bosque en las montañas de toda África central. Se encuentra ubicado en la divisoria de aguas entre la cuenca del río Congo al oeste y la cuenca del río Nilo hacia el este. Desde el lado este del bosque Nyungwe viene también una de las ramas de las fuentes del Nilo Occidental. 
El Parque nacional de Nyungwe fue establecido en 2004 y cubre un área de aproximadamente 970 km² de selva tropical, bambú, pastizales, pantanos y ciénagas.

## Entorno
La ciudad más cercana es Cyangugu, situada 54 km al oeste del Bosque de Nyungwe. El Monte Bigugu se encuentra dentro de los límites del parque.